# Queronea

Mapa de la antigua Beocia. Queronea estaba al oeste del lago Copaide.

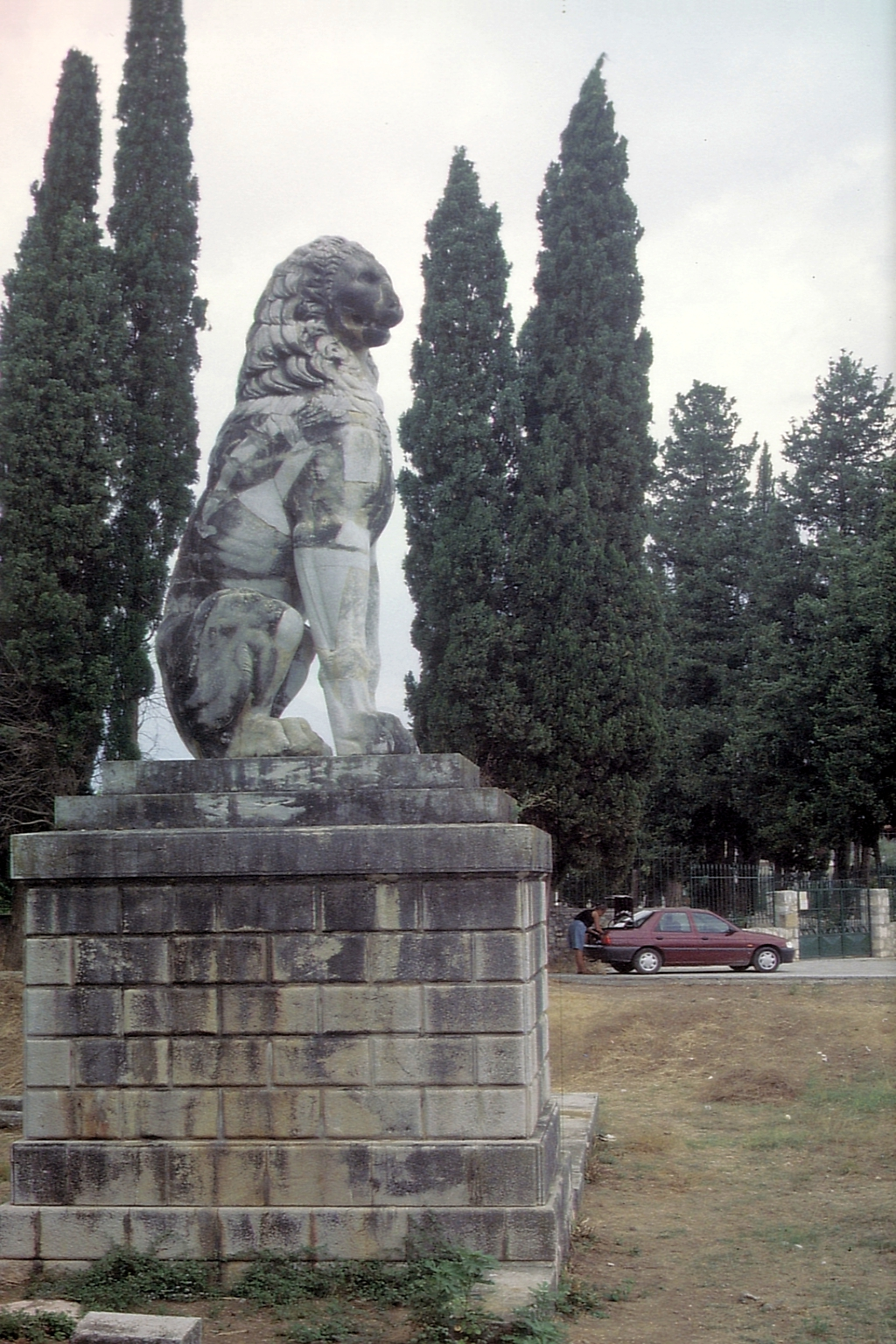
León de Queronea.

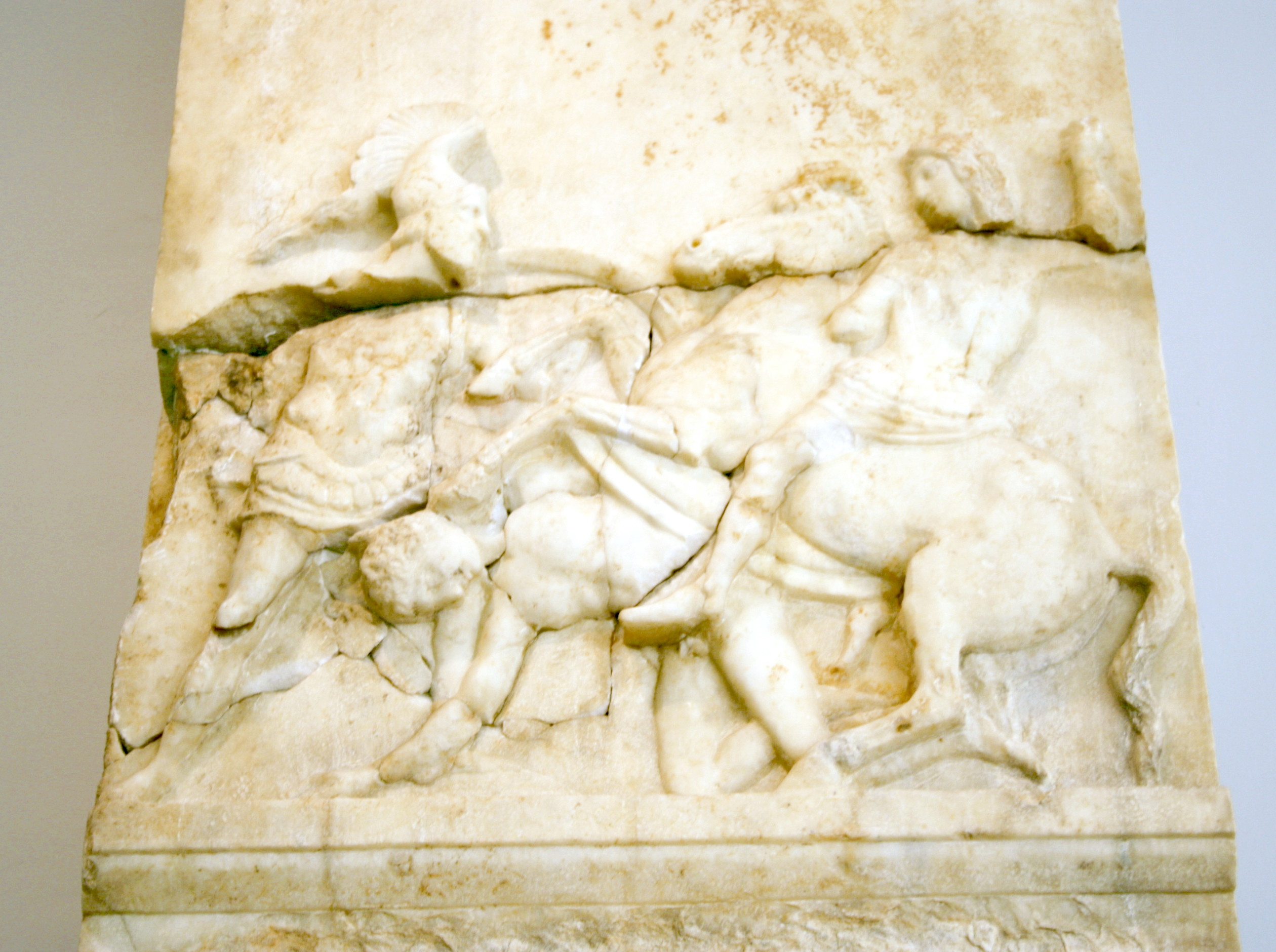
Relieve funerario del ateniense Pancahres, que probablemente cayó en la batalla de Queronea (338 a. C.).

Queronea (griego antiguo Χαιρώνεια, Khairốneia) es una ciudad y un municipio perteneciente a la Prefectura de Beocia, en la desembocadura del río Cefiso y contigua a la región de la Fócida. Esta ciudad se hizo famosa en la historia por haber sido el escenario de batallas muy importantes y decisivas para el devenir de Atenas. 

## Mitología
Según Pausanias, Queronea era conocida con el nombre de Arne, (en griego antiguo: Ἄρνη) mencionada en el Catálogo de naves, donde se la destaca por su «abundancia en viñas». Fue la patria de Menestio, hijo del rey Areítoo y de Filomedusa, combatiente aqueo en la guerra de Troya. Se consideraba que su nombre provenía de Querón, un hijo de Apolo. En Queronea se veneraba un cetro que se creía que había sido fabricado por Hefesto.

## Historia
En el año 447 a. C., Queronea estaba en poder de los partidarios de Atenas que ejercían la supremacía en Beocia. Por medio de un golpe de Estado, el poder quedó en manos de los enemigos de la principal polis griega. Los atenienses enviaron entonces a Tólmides con un pequeño ejército para que recuperara la ciudad. En un principio consiguió tomar Queronea y reducir a sus habitantes a la esclavitud pero poco después, en las cercanías, al pasar por Coronea, fue atacado y derrotado por una alianza compuesta por exiliados beocios, exiliados eubeos y locros y Atenas perdió su supremacía en Beocia.
En la época de la guerra del Peloponeso se hallaba en la esfera de influencia de Orcómeno, a la que pagaba tributo. En 424 a. C., a través de un complot se intentó que la ciudad quedara en poder de los atenienses. El plan fue descubierto y fracasó, por lo que la ciudad fue ocupada por una fuerza beocia.
En el año 395 a. C. estaba unida con Acrefias y Copas formando uno de los distritos que suministraba magistrados a la Liga Beocia. Entre las tres ciudades proporcionaban un beotarca.
Durante la guerra focidia, la ciudad fue asediada sin éxito por Onomarco, el estratego focidio, y después ocupada por su hijo Falecos.
El 7 de agosto de 338 a. C. se desarrolla la más cruenta de las batallas, en la que Filipo II de Macedonia derrota a las fuerzas atenienses y beocias y, de este modo, se compromete la libertad de Grecia que queda bajo la influencia macedonia. 
La última gran batalla de Queronea tuvo lugar en el año 86 a. C, entre el ejército romano mandado por Sila y el rey del Ponto, Mitrídates VI Eupátor. Sila hizo levantar un trofeo en Queronea por la victoria en esta batalla. Asimismo se erigió otro por el triunfo del romano sobre Taxilo.
En Queronea nació Plutarco, quien también murió en esta misma urbe. La ciudad existió durante todo el Imperio romano, con el estatus de ciudad libre, y fue un centro de refinamiento de aceites y perfumes de flores, que se usaban como remedios contra diverso tipo de dolores. La vieja Queronea desapareció durante la Edad Media.